# 親指姫ふたたび…
『親指姫ふたたび…』（おやゆびひめふたたび）は、山瀬まみの4枚目のオリジナル・アルバム。1990年12月31日、キングレコードから発売された。

## 内容
前作『親指姫』の続編にあたる本作は、前作にも参加したUNICORNの奥田民生を始め、吉田美奈子、東京スカパラダイスオーケストラ、PEARLの田村直美、COBRAの宮本直樹らが楽曲提供。全曲の編曲を横関敦とESSEXの須貝幸生が手掛けた。須貝はベースのみならず、ドラム・プログラミングも担当している。

## 収録曲
全編曲：横関敦・須貝幸生
1. 親指姫の讃歌
作曲：三柴理・横関敦
2. 花売り娘
作詞：山瀬まみ　作曲：戸城憲夫
3. 地球よ私のために廻れ!
作詞：朝野深雪　作曲：奥田民生
4. You are happy
作詞：朝野深雪　作曲：岡野ハジメ
5. CRASH YOUR PARTY
作詞・作曲：PEARL HARBOUR（訳詞：月光恵亮）
6. 198
作詞：山瀬まみ　作曲：横関敦
7. 気分はWAR
作詞：PON　作曲：須貝幸生
8. （デート）2
作詞：山瀬まみ　作曲：東京スカパラダイスオーケストラ
9. 天使も災難
作詞・作曲：吉田美奈子
10. Buricco
作詞：サエキけんぞう　作曲：月光恵亮
11. 裸のBlue
作詞：田村直美　作曲：宮本直樹

## 参加ミュージシャン
- 神長弘一 - ギター
- 横関敦 - ギター
- 須貝幸生（ESSEX） - ベース、ドラム、プログラミング
- 相沢公生 - キーボード
- 前野知常 - キーボード
- 三柴理 - ピアノ
- 東宏（ESSEX） - パーカッション